# Her Majesty's Theatre (Sydney)
Pour l’article homonyme, voir Her Majesty's Theatre.
Her Majesty's Theatre à Sydney en Australie, est un ensemble de trois théâtres du même nom :
Le premier était un théâtre qui a ouvert ses portes le 10 septembre 1887 et qui fut fermé le 10 juin 1933. Il était situé à l'angle de Pitt et de Market Street, Sydney, où se trouve aujourd'hui Centrepoint.
Le second était situé dans Quay Street. Il a ouvert au spectacle avec Sunny en 1927 comme l'Empire Theatre. Lorsque J.C. Williamson qu'il voulait une période de représentation longue pour My Fair Lady, il a rebaptisé le théâtre : « Her Majesty's Theatre ». Le théâtre a survécu de justesse durant les années 1960 et a finalement été détruit par le feu.
Le troisième était situé au 107 Quay Street, Haymarket (près de la gare centrale). Il fut ouvert en 1975, mais il a maintenant été rasé et des appartements ont été construits sur le site.

## Histoire
La première pierre a été posée par Thomas Playfair, le maire de Sydney, en décembre 1884.